# 부도니
부도니(Budoni, 갈루레세: Budùni, 사르데냐어: Budùne)는 이탈리아 사르데냐주 사사리도에 있는 코무네이다. 칼리아리에서 북동쪽으로 약 170 킬로미터 (110 mi), 올비아에서 남동쪽으로 약 30 킬로미터 (19 mi) 떨어져 있다. 2014년 12월 31일 기준 인구는 5,125명이고 면적은 55.9 제곱킬로미터 (21.6 mi2)이다.
부도니는 다음 지자체와 접한다: 포사다, 산테오도로, 토르페.

## 프라치오네
부도니 코무네는 다음 프라치오네 (주로 마을과 작은 마을)를 포함한다:
- 아그루스토스 (갈)
- 베루일레스 (갈)
- 비르갈라보 (갈)
- 림피두 (로그)
- 리 트로니 (갈)
- 루두이 (갈)
- 루 린날부 (갈)
- 루투니 (갈)
- 루투라이 (갈)
- 마요르카 (갈)
- 말라무리 (갈)
- 무리스쿠보 (로그)
- 누디타 (갈)
- 오티올루 (갈)
- 산 가비노 (로그)
- 산 로렌초 (로그)
- 산 피에트로 (갈)
- 산 실베스트로 (갈)
- 시스칼라 (로그)
- 솔리타 (로그)
- 스트루가스 (갈)
- 타나우넬라 (로그)
- 타마리스파 (로그)